# NGC 6359
NGC 6359 est une galaxie lenticulaire située dans la constellation du Dragon. Sa vitesse par rapport au fond diffus cosmologique est de 2 951 ± 14 km/s, ce qui correspond à une distance de Hubble de 43,5 ± 3,1 Mpc (∼142 millions d'al). NGC 6359 a été découverte par l'astronome prussien Heinrich Louis d'Arrest en 1861.